# Minotaur (família de foguetes)

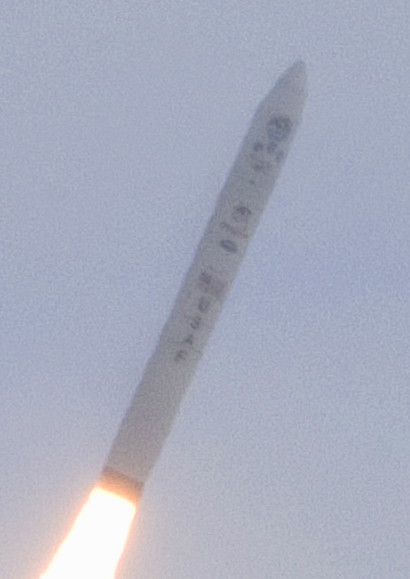
Lançamento de um foguete Minotaur IV Lite

Minotaur é a designação de uma família de foguetes Norte americana movidos a combustível sólido, derivados dos ICBMs Minuteman e Peacekeeper.
Eles são construídos pela Orbital Sciences Corporation atendendo ao contrato com a Air Force Space and Missile Systems Center's Space Development and Test Directorate (SMC/SD) como parte do Air Force's Rocket Systems Launch Program que converte ICBMs retirados de serviço em sistemas espaciais e de teste de lançamento para agências do Governo dos Estados Unidos.

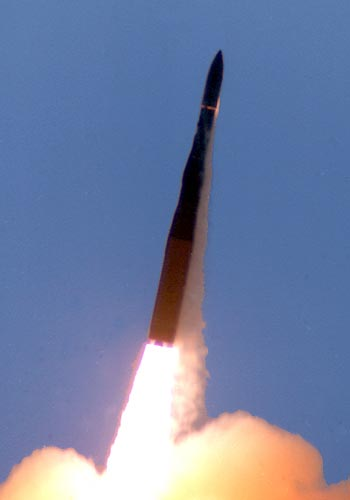
Lançamento de um foguete Minotaur II

## Modelos
- Minotaur I[1]
- Minotaur II[1]
- Minotaur III[1]
- Minotaur IV[1]
- Minotaur V[1]

Um modelo chamado Minotaur VI, foi concebido. Ele também é baseado no Minotaur IV+, adicionando um segundo SR-118 como primeiro estágio.